# مدمرة يو إس إس ميسون (دي دي جي 87)

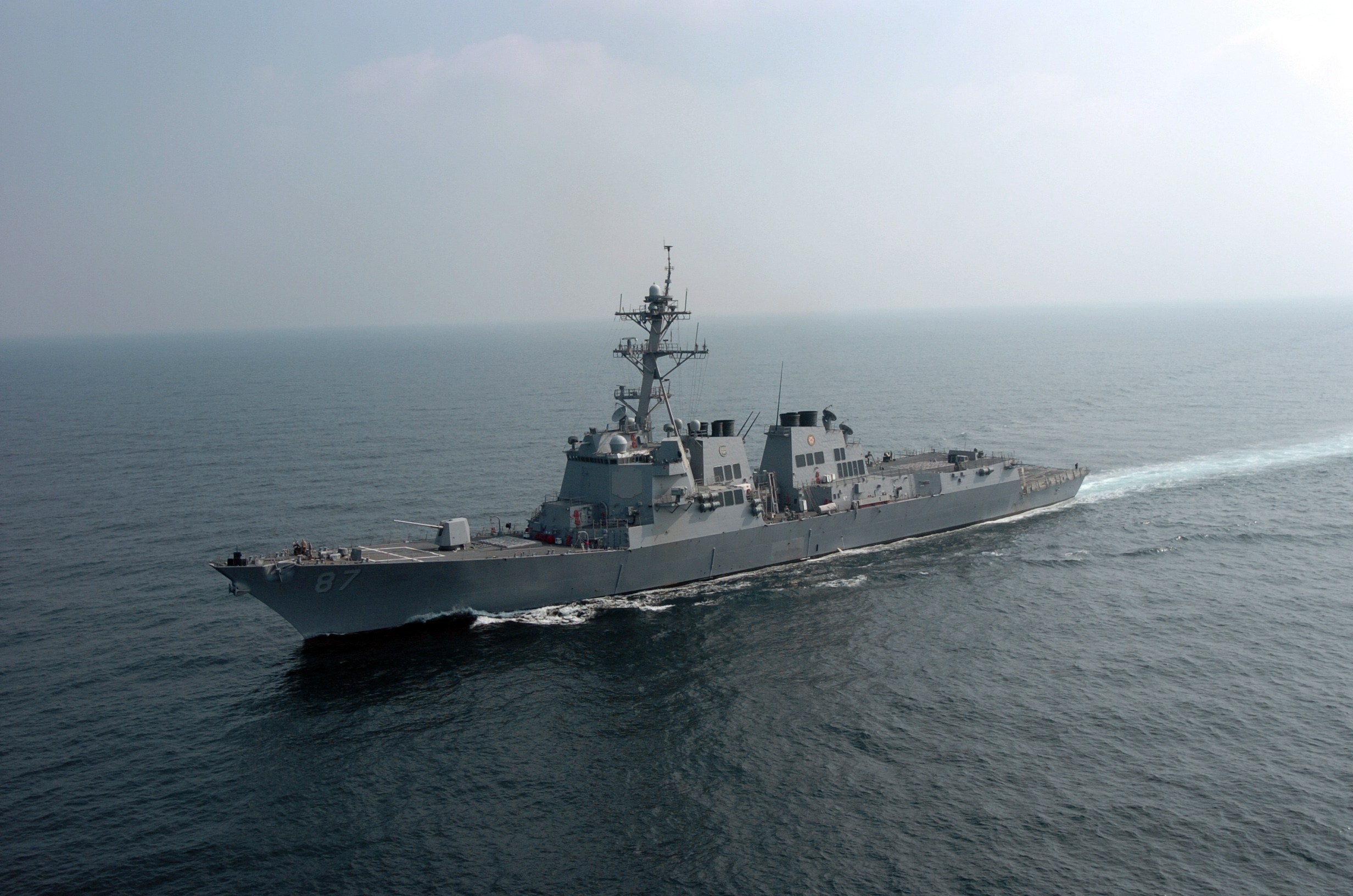
مدمرة يو إس إس ميسون (دي دي جي-87).

يو اس اس ميسون (دي دي جي 87) (بالإنجليزية:USS Mason (DDG-87)) مدمرة أمريكية تابعة للقوات البحرية الأمريكية سميت بهذا الاسم نسبة إلى رجلين هما : وزير الخارجية السابق في البحرية جون يونغ ميسون والطيار المقاتل نيوتن هنري ميسون. تعتبر هذه المدمرة هي المدمرة السابعة والثلاثون من فئتها.

## بناء المدمرة وإطلاقها
بدأ بناء المدمرة في 19 يناير 2000 وتم إطلاقها في 23 يونيو 2001.

## قائمة الضباط الذين شغلوا منصب قادة المدمرة
| اسم القائد         | بداية الفترة   | نهاية الفترة   |
| ------------------ | -------------- | -------------- |
| ديفيد غيل          | 13 أبريل 2003  | 21 مايو 2004   |
| يوجين بلاك الثالث  | 21 مايو 2004   | 13 يناير 2006  |
| جون فولر           | 13 يناير 2006  | 31 أغسطس 2007  |
| روبرت كلارك        | 31 أغسطس 2007  | 15 مايو 2009   |
| كيفن روبنسون       | 15 مايو 2009   | 15 مارس 2011   |
| عدن كروز           | 15 مارس 2011   | 3 أغسطس 2012   |
| دونالد ماركس       | 3 أغسطس 2012   | 28 فبراير 2014 |
| ميكال فيليبس       | 28 فبراير 2014 | 1 أغسطس 2015   |
| كريستوفر غيلبرتسون | 1 أغسطس 2015   | الآن           |

## تعرض المدمرة للهجوم
في 12 أكتوبر 2016 تعرضت المدمرة لعدة صواريخ من الأراضي اليمنية من قبل الحوثيين، مما اضطر المدمرة لاطلاق وابل من الصواريخ الدفاعية. الصواريخ اليمنية لم تصل إلى هدفها ولم تسجل عن وقوع أضرار أو إصابات.

## الرد على هجوم الحوثيين
في يوم 13 أكتوبر 2016 أعلنت وزارة الدفاع الأمريكية أن المدمرة نيتز أطلقت صواريخ كروز على مواقع للرادار في اليمن ردا على هجمات الحوثي على المدمرة الأميركية يو إس إس ماسون وقال البنتاغون إن التقديرات الأولية للأهداف تظهر تدمير ثلاثة مواقع رادار في اليمن.

## روابط خارجية
- الموقع الرسمي